# Paul B. Preciado
Paul B. Preciado (Burgos, 1970) es un filósofo, escritor, ensayista y comisario de arte español. Es principalmente conocido por sus aportaciones a la teoría queer, los estudios de género y los estudios trans. En 2010 Preciado inició un proceso de "transición lenta" en el que comenzó a tomar testosterona para realizar la transición médica; desde entonces, se ha considerado públicamente transgénero y feminista.

## Trayectoria
Se doctoró en Teoría de la Arquitectura en la Universidad de Princeton, donde obtuvo premio extraordinario fin de carrera y donde fue investigador bajo la dirección de Beatriz Colomina. Recibió una beca Fulbright y obtuvo un máster de Filosofía Contemporánea y Teoría de Género en la New School for Social Research de Nueva York. Ha sido alumno de Ágnes Heller y Jacques Derrida. En 1999 se trasladó a París invitado por Derrida para participar en los seminarios de la École des hautes études en sciences sociales (EHESS). En esos años destacó por su colaboración en los inicios de la teoría queer en Francia, concretamente con un grupo de escritores liderado por Guillaume Dustan y conocido como "Le Rayon Gay". 
Fue director del Programa Somateca: feminismos, producción biopolítica, prácticas queer y trans en el Centro de Estudios Avanzados del Museo Nacional Reina Sofía y del Centro de Estudios del Museo de Arte Contemporáneo de Barcelona (MACBA) de 2003 a 2014. Ha enseñado Filosofía del Cuerpo y Teoría Transfeminista en la  Universidad de París VIII y en la Universidad de Nueva York. Es autor de numerosos artículos publicados en las revistas Multitudes, Eseté o Artecontexto, entre otras.
Con motivo de una polémica al respecto de la exposición La bèstia i el sobirà fue destituido del MACBA.En 2016, el museo reconoció legalmente que el despido había sido improcedente. En 2017 fue Comisario de Programas Públicos de Documenta 14 (Kassel y Atenas). Fue comisario del Pabellón de Taiwán de la Bienal de Venecia de 2019 y filósofo asociado al Centro Pompidou de París.
En su primer libro, Manifiesto contrasexual (2002), inspirado por las tesis de Judith Butler, Donna Haraway, Teresa de Lauretis y Michel Foucault, reflexiona sobre los modos de subjetivación e identidad, así como sobre la construcción social y política del sexo. Le seguirá en 2008 Testo yonqui, donde hace un recorrido y análisis de lo que denomina "régimen farmacopornográfico", es decir, el capitalismo en el que las industrias farmacéuticas y de la pornografía juegan un papel crucial. Los capítulos dedicados a este análisis se complementan con aquellos en los que, de forma autobiográfica, Preciado describe el proceso de autoadministración de testosterona. En 2010 fue finalista del Premio Anagrama de Ensayo con el libro Pornotopía. Arquitectura y sexualidad en «Playboy» durante la guerra fría.
Su libro Un apartamento en Urano. Crónicas del cruce (2019) reflexiona sobre los cruces entre la transición de género y las transformaciones planetarias. En 2020 publicó Yo soy el monstruo que os habla. Informe para una academia de psicoanalistas, un libro en el que cuestiona al psicoanálisis por depender de la diferencia sexual y anquilosar su teoría. En 2022 publicó Dysphoria Mundi. En 2023 estrenó el documental Orlando, mi biografía política, que ganó el Premio Especial del Jurado de la sección "Encounters" y el Premio Teddy a la mejor película documental en el Festival de Berlín.

## Vida personal
Preciado fue pareja de la escritora francesa Virginie Despentes de 2005 a 2014. En 2014 anunció su transición de género. Se ha definido como hombre trans de cuerpo no binario.

## Legado
Sus escritos han influenciado ampliamente los estudios de género, queer y trans en Iberoamérica. Preciado ha sido instructor de referentes de la actual escena transfeminista como Itziar Ziga, Sayak Valencia, Duen Sachi, Emma Theumer y Luísa Tapajós. En 2018 fue reconocido como una de las 25 personas más influyentes del arte contemporáneo por la revista Art Review. En 2014 fue acreedor del Premio Internacional Nino Genaro de Sicilia Queer Filmfestival (Italia) y en 2019 recibió el Premio Internacional J.B.Cendrós que concede Òmnium (España).

## Obra

### Libros
- Manifiesto contrasexual (Anagrama, 2002).
- Testo yonqui (Espasa, 2008 y Anagrama, 2020).
- Pornotopía. Arquitectura y sexualidad en «Playboy» durante la guerra fría (Anagrama, 2010). Finalista del premio Anagrama de Ensayo.
- Un apartamento en Urano. Crónicas del cruce (Anagrama, 2019).
- Yo soy el monstruo que os habla. Informe para una academia de psicoanalistas (Anagrama, 2020).
- Dysphoria Mundi (Anagrama, 2022).

### Libros colectivos
- VV.AA.: Soft Power: biotecnología, industrias de la alimentación y de la salud y patentes sobre la vida (Consonni, 2012)

### Exposiciones comisariadas
- La Internacional Cuir. MNCARS, España (2011).[21]
- PRO-CHOICE, Fri Art, Suiza (colectiva) (2013).[22]
- La Pasión Según Carol Rama, MACBA, España (2014).[23]
- La Bèstia i el Sobirà, MACBA, España (2015).[3]
- Documenta 14, Atenas, Grecia y Kassel, Alemania (2017).[6]
- Réquiem por la Norma. Lorenza Böttner, La Virreina, España (2018).[24]
- Pabellón de Taiwán en la Bienal de Venecia, Italia (2019).[25]
- Una voz para Erauso. Epílogo para un tiempo trans, Azkuna Zentroa, España (2022).[26]

### Películas
- Orlando, mi biografía política (2023)